# Komi-jazvanština
Komi-jazvanština (Коми-Ёдз кыв, Komi-Jodz kyv; neboli také jazvanština či východní permjačtina) je mluvená podoba komijského jazyka z persmké větve ugrofinských jazyků, která se v závislosti na úhlu pohledu zařazuje buď jako nářečí komi-permjačtiny, nebo jako jeden ze tří komijských jazyků. Vyskytuje se v severovýchodní části Permského kraje v Rusku, převážně ve Krasnovišerském rajónu v povodí řeky Jazvy.
V roce 1950 byl počet mluvčích odhadován na 4000, na počátku 90. let však tento odhad klesl na 2000. Jazyk se od jiných dialektů liší hlavně svými jedinečnými samohláskami a slovním přízvukem.
V roce 2003 byl s podporou Permského kraje vydán první jazvanský slabikář, jehož autorkou byla učitelka Paršakovské střední školy, Anna Paršakova. Tento slabikář je zároveň první tištěnou knihou v komi-jazvanštině.

## Abeceda
| А а | Б б | В в | Г г | Д д | Е е | Ё ё | Ж ж |
| З з | И и | Й й | К к | Л л | М м | Н н | О о |
| Ө ө | Ӧ ӧ | П п | Р р | С с | Т т | У у | Ӱ ӱ |
| Ф ф | Х х | Ц ц | Ч ч | Ш ш | Щ щ | Ъ ъ | Ы ы |
| Ь ь | Э э | Ю ю | Я я |     |     |     |     |